# Universidade Argentina da Empresa
A Universidade Argentina da Empresa (UADE) é uma universidade privada da Argentina, localizada na cidade de Buenos Aires. Foi fundada no ano 1957, pela Cámara Argentina de Sociedades Anónimas.
Tem campus em Buenos Aires e no Pinamar. O campus de Buenos Aires possui 75 mil metros quadrados entre salas de aula, laboratórios, biblioteca, um centro esportivo, uma arena e uma residência universitária.